# Phaenopoma
Phaenopoma is een geslacht van spinnen uit de  familie van de Thomisidae (krabspinnen).

## Soorten
- Phaenopoma milloti (Roewer, 1961)
- Phaenopoma nigropunctatum (O. P.-Cambridge, 1883)
- Phaenopoma planum (Simon, 1895)